# Sandy (Oregon)
Sandy ist eine Stadt (city) im Clackamas County im US-Bundesstaat Oregon. Das U.S. Census Bureau hat bei der Volkszählung 2020 eine Einwohnerzahl von 12.612 ermittelt.

## Lage
Sandy liegt am Sandy River etwa 25 Kilometer östlich des County Seat Oregon City auf einer Höhe von 299 Metern. Durch die Stadt verläuft der U.S. Highway 26.
Die Stadt hat eine Fläche von 9,03 km², davon entfallen 9,0 km² auf Landflächen und 0,03 km² auf Wasserflächen.

## Geschichte
Die ersten Siedler, die Familie Revenue, ließen sich 1853 an der 1846 erbauten Barlow Road nieder und eröffneten einen Handelsposten für Siedler, die über den Oregon Trail aus dem Osten in das Willamette Valley zogen. Der sich entwickelnde Ort wurde zunächst nach seinen Gründern Revenue genannt, erste gegen Ende des 19. Jahrhunderts wurde er nach dem Fluss in Sandy umbenannt. Das ehemalige Dorf wurde 1913 als City inkorporiert.

## Demografie
Laut United States Census 2010 hatte Sandy 9570 Einwohner, davon 4678 Männer und 4892 Frauen. 3052 Einwohner waren unter 20 Jahre alt, 393 über 65.